# Adetus pisciformis
Adetus pisciformis är en skalbaggsart som först beskrevs av Thomson 1868.  Adetus pisciformis ingår i släktet Adetus och familjen långhorningar.
Artens utbredningsområde är Guatemala. Inga underarter finns listade i Catalogue of Life.